# 魏珩如
魏珩如（？—？），字白叔，號二房，湖廣武昌府蒲圻县人，明朝政治人物。

## 生平
萬曆戊寅（1578年）二月二十一日生。万历二十五年（1597年）丁酉科湖廣乡试第七十九名舉人，二十九年（1601年）辛丑科三甲五十名進士，工部觀政，授湖州教授，三十一年升國子監博士，三十二年擢翰林院检讨，为福藩讲官，三十八年升浙江屯田道右參議，两浙屯盐，有条行六款可垂永久。又开涌金门，通百物，浙人赖之。抚按上其功，赐金嘉劳。四十年升四川副使，以病假归。出居啸歌，与侄魏诏相倡和，有《六友山房集》。